# Palazzo Ciprianis-Benedetti
Il Palazzo Ciprianis-Benedetti è uno storico edificio di Spalato in Dalmazia.

## Storia
Il palazzo venne eretto nel 1394 per il nobile spalatino Cipriano de Ciprianis. Passò poi alla famiglia Benedetti nel 1860.

## Descrizione
L'edificio, che occupa un terreno all'angolo tra due vie nel centro storico di Spalato, presenta uno stile romanico. Sono particolarmente degni di nota le due serie di aperture a sei luci con colonne doppie del primo piano e il rilievo di sant'Antonio l'eremita raffigurante anche Cipriano de Ciprianis in qualità di donatore.

## Galleria d'immagini

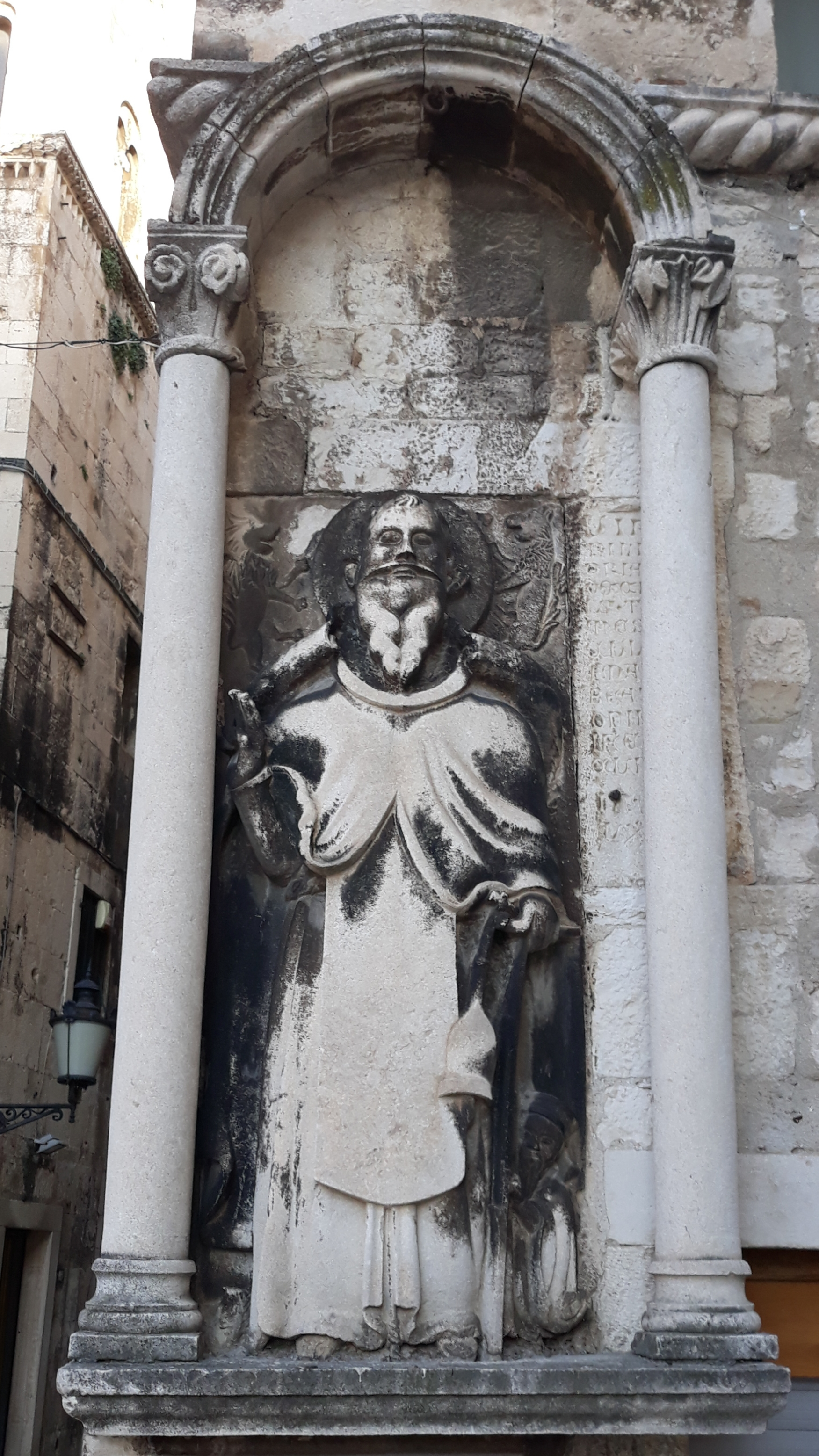
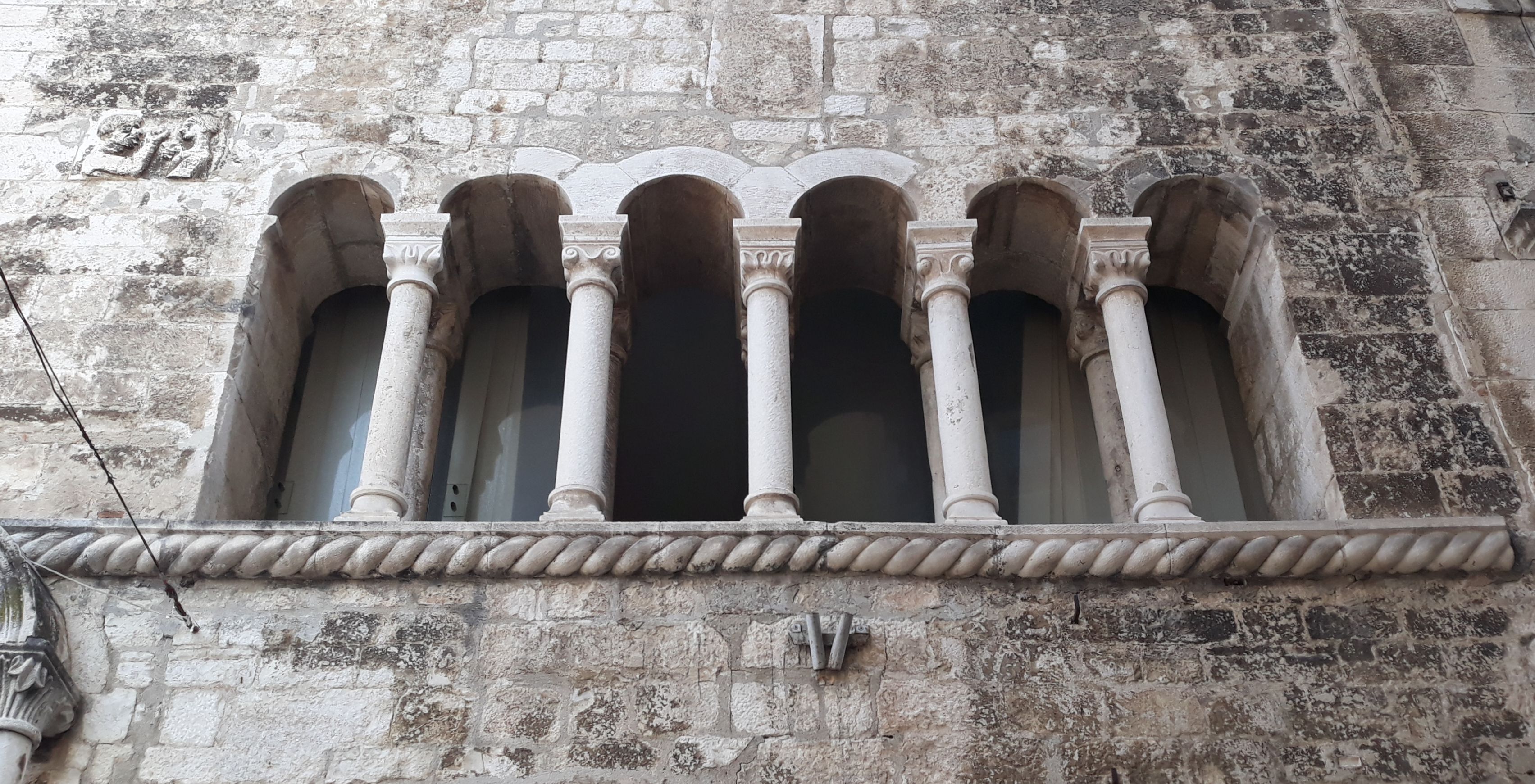
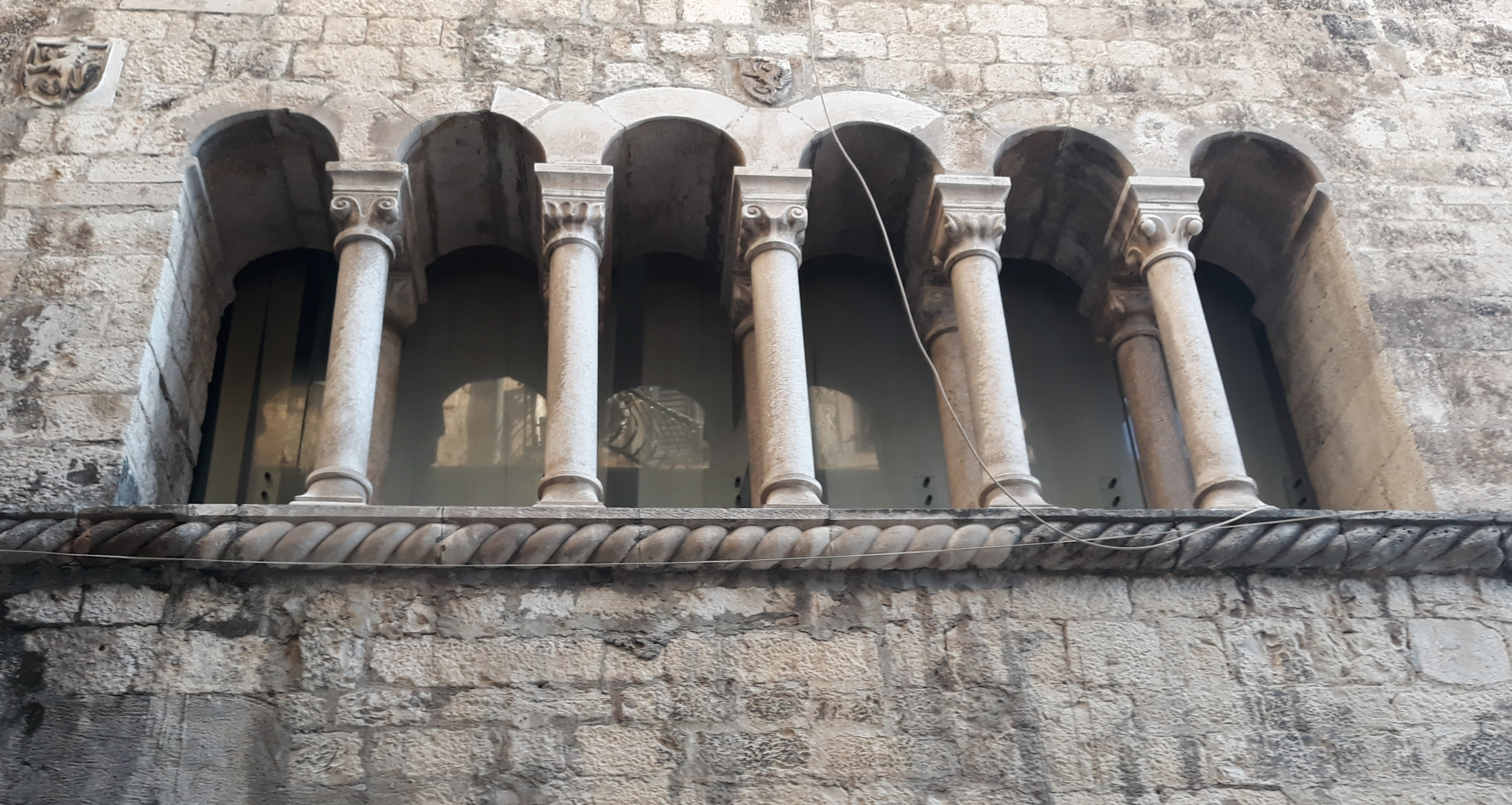